# Alex Genest
Alex Genest (né le 30 juin 1986 à Shawinigan-Sud) est un athlète canadien, spécialiste du 3 000 mètres steeple.

## Biographie
Son meilleur temps est de 8 min 19 s 33 obtenu à Barcelone le 22 juillet 2011. Il est Québécois et habite à Lac-aux-Sables.
Il fait partie des trois Québécois sélectionnés pour les Championnats du monde à Moscou, se qualifie pour la finale du 3 000 m steeple le 13 août 2013 et prend finalement la 13e place.

### Palmarès
| Date | Compétition                        | Lieu       | Résultat | Épreuve         | Performance   |
| ---- | ---------------------------------- | ---------- | -------- | --------------- | ------------- |
| 2003 | Championnats du monde jeunesse     | Sherbrooke | 6e       | 2 000 m steeple | 5 min 51 s 61 |
| 2005 | Championnats panaméricains juniors | Windsor    | 2e       | 3 000 m steeple | 8 min 47 s 00 |
| 2013 | Championnats du monde              | Moscou     | 13e      | 3 000 m steeple | 8 min 27 s 01 |
| 2015 | Jeux panaméricains                 | Toronto    | 2e       | 3 000 m steeple | 8 min 33 s 83 |

### Records
| Épreuve              | Performance   | Lieu      | Date            |
| -------------------- | ------------- | --------- | --------------- |
| 3 000 mètres steeple | 8 min 19 s 33 | Barcelone | 22 juillet 2011 |